# Tit Mellil
Tit Mellil (en àrab تيط مليل, Tīṭ Mlīl; en amazic ⵜⵉⵟ ⵎⵍⵉⵍ) és un municipi de la província de Médiouna, a la regió de Casablanca-Settat, al Marroc. Segons el cens de 2014 tenia una població total de 32.782 persones. Al seu territori hi ha l'Aeroport de Casablanca Tit Mellil.